# Antonio Bodrito
Antonio Bodrito (Genova, 20 agosto 1933 – 26 agosto 1974) è stato un politico e dirigente d'azienda italiano.

## Biografia
Alle politiche del 1972 fu eletto alla Camera con la Democrazia Cristiana, ottenendo 28.708 preferenze.
Deceduto nel corso del mandato, fu sostituito da Pietro Zoppi.